# 宮城県道路公社
宮城県道路公社（みやぎけんどうろこうしゃ）は、宮城県を設立団体とする地方道路公社である。1972年（昭和47年）4月1日設立。

## ETC関連
2006年（平成18年）10月1日より、NEXCO各社と同様のETCマイレージサービスが開始され、ポイントも合算されることになった。ただし、ETC時間帯割引（通勤割引及び深夜割引）は適用されない。
宮城県内でETC時間帯割引が適用されるのは、東日本高速道路が管理する東北自動車道と山形自動車道のみだったが、仙台東部道路が2007年（平成19年）秋から社会実験として適用されるようになったため、適用されない路線は三陸自動車道仙台港北ICより北の路線と仙台南部道路、および仙台北部道路となった。
ETCマイレージサービスの「ポイント2倍キャンペーン」では、NEXCO各社と連動して同様のキャンペーンを行っている。なお、仙台・宮城デスティネーションキャンペーン（2008年）のプレキャンペーンとして、2007年（平成19年）10月6日 - 12月24日までの土・日・祝日に同公社独自の「ポイント2倍キャンペーン」を行ったことがある。

## 管理する道路
| 路線名       | 本籍路線                        | 全長    | ETC整備状況 | 備考                   |
| ------------ | ------------------------------- | ------- | ----------- | ---------------------- |
| 仙台松島道路 | 宮城県道8号仙台松島線・国道45号 | 18.3 km | ○           | 三陸自動車道の一部区間 |

凡例
○：全線にわたって整備済み

△：一部料金所整備済み

×：整備料金所なし
仙台南部道路と仙台松島道路を建設する際、宮城県は計971億円の債務を負い、2009年（平成21年）時点で492億円が残る。両道路の料金収入は年間計70億円で、維持管理費は年間計20億円。

## かつて管理していた道路
- 牧山道路 : 2000年（平成12年）8月1日 無料開放[5]
- 日和大橋 : 2000年（平成12年）8月1日 無料開放[5]
- 仙台南部道路 : 2013年（平成25年）7月1日 東日本高速道路株式会社に移管[5][6]